# Xiangzhou, Xiangyang
Xiangzhou är ett stadsdistrikt i Xiangyang i Hubei-provinsen i centrala Kina.